# Lissochlora bryata
Lissochlora bryata là một loài bướm đêm trong họ Geometridae.